# Kostel Všech svatých (Rájec)
Římskokatolický kostel Všech svatých v Rájci-Jestřebí leží v historickém jádru Rájce zhruba uprostřed mezi centrálním náměstím Míru a rájeckým zámkem. Je farním kostelem farnosti Rájec nad Svitavou-Jestřebí a je chráněn jako kulturní památka České republiky.
Ve spolupráci s odborem kultury města Rájec-Jestřebí se v kostele konají koncerty pěveckých sborů a nejrůznějších interpretů klasické hudby.

## Historie
Byl vystavěn na místě původní kaple z počátku 13. století Janem Kristianem z Roggendorfu v roce 1699. Z řady náhrobníků se na severní stěně interiéru dochoval hodnotný renesanční náhrobník Kateřiny Drnovské z Drnovic a Hessensteina. Náhrobníky z presbytáře byly v 60. letech 20. století přemístěny na jižní venkovní stěnu kostela, odkud byly v roce 2001 vzhledem ke značnému poškození povětrnostními podmínkami vyjmuty, zrestaurovány a přemístěny do zámecké kaple.
V posledních letech 20. století prošel kostel i fara řadou stavebních úprav. V roce 1996 proběhla oprava věže kostela, při níž byla v její báni nalezena dvě pouzdra s historickými dokumenty z roku 1886. V roce 1998 byly při opravách interiéru objeveny středověké figurální i ornamentální malby.
V roce 2018 byly restaurovány hlavní vstupní dveře kostela. Po demontáži poškozených dveří a jejich transportu do restaurátorské dílny bylo provedeno sejmutí všech vrstev stávajících nátěrů, demontáž kovářských prvků a oprava dřevěných a kovářských prvků. Nakonec byl proveden ochranný nátěr, osazeny opravené kovářské prvky a dveře byly osazeny na původní místo.